# Pil'va
La Pil'va (in russo Пильва?) è un fiume della Russia europea orientale, affluente di sinistra del fiume Kama (bacino idrografico del Volga). Scorre nel Territorio di Perm', nel rajon Čerdynskij.
Il fiume ha origine dalla confluenza dei fiumi Severnaja Pil'va (lungo 42 km) e Južnaja Pil'va (41 km), che scendono dall'altopiano del Nem, a 8 km dal confine della Repubblica dei Komi; poi scorre principalmente verso sud attraverso un terreno boscoso. Il canale è molto tortuoso, la larghezza del fiume alla foce è di 30 metri. Sfocia nella Kama a 1 056 km dalla foce. Ha una lunghezza di 214 km, il suo bacino è di 2 020 km². Lungo il suo corso si trova il villaggio di Pil'va.
Il fiume gela dalla prima metà di ottobre sino alla seconda metà di aprile.